# Bolsover
Bolsover é uma cidade do distrito de Bolsover, no Condado de Derbyshire, na Inglaterra. Sua população é de 12.052 habitantes (2015) (78.082, distrito). Bolsover foi registrada no Domesday Book de 1086 como Belesovre.